# Stuorraroadja
Stuorraroadja är ett berg i Finland. Det ligger i Utsjoki kommun i landskapet Lappland, i den norra delen av landet, 1 000 km norr om huvudstaden Helsingfors. Toppen på Stuorraroadja är 500 meter över havet, eller 100 meter över den omgivande terrängen. Bredden vid basen är 3,6 km. Stuorraroadja ingår i Paistunturit.
Terrängen runt Stuorraroadja är huvudsakligen platt, men åt sydost är den kuperad.  Trakten runt Stuorraroadja är nära nog obefolkad, med mindre än två invånare per kvadratkilometer. Det finns inga samhällen i närheten. Omgivningarna runt Stuorraroadja är i huvudsak ett öppet busklandskap.